# 姜广涛
姜广涛（1976年5月6日—），吉林長春人，中国配音演员、配音导演。毕业于北京电影学院录音系，曾为电影《泰坦尼克号》（DVD版）中的杰克、系列科幻电影《变形金刚》中的山姆等配音。2015年，姜广涛担任《琅琊榜》、《伪装者》的配音导演职务，2016年担任《大鱼海棠》配音导演，2020年担任《天官赐福》配音导演并为谢怜一角配音。

## 配音作品

### 游戏

#### 单机游戏
- 《仙劍奇俠傳四》雲天青
- 《仙劍奇俠傳五》（大陸版）姜云凡[2]
- 《仙劍奇俠傳五前傳》夏侯瑾軒
- 《轩辕剑六》凤天寅
- 《仙劍奇俠傳六》扁絡桓
- 《英雄无敌7》威斯拉思
- 《天下无双》青冥（表白卡）
- 《不谓离》弦思（表白卡）
- 《却尽空年落九重》阡陌/阿赫里曼（表白卡）
- 《不忌世》月世罗（表白卡）6

#### 网络游戏
- 《真·三國無雙Online》赵云
- 《神話Online》旁白、将军
- 《枪神纪》工程师（跨界内侧）
- 《倩女幽魂2》叶葬花、孟婆
- 《笑傲江湖Online》侯人英
- 《TERA Online》高等精灵贵族
- 《无冬online》诺克斯中士
- 《天下3》宋御风、慕远、云横、雪尘飞
- 《剑网3》祁进
- 《诛仙世界》张小凡

#### 手机游戏
- 《新仙剑奇侠传3D》李逍遥
- 《仙剑奇侠传online》李逍遥
- 《天下》老师
- 《倩女幽魂》宁采臣、男魅者
- 《奇迹暖暖》钟离梓
- 《梦间集》归一剑
- 《一梦江湖》萧疏寒
- 《云裳羽衣》萧韶
- 《剑网3：指尖江湖》祁进
- 《最终王冠》伊万
- 《青云志》曾书书
- 《择天记》陈留王
- 《幻城》新手引导
- 《倚天屠龙记》张无忌
- 《仙剑奇侠传五前传》夏侯瑾轩
- 《仙剑奇侠传五》姜云凡
- 《仙剑奇侠传四》云天青
- 《半世界之旅》妖
- 《化芯物语》顾青成
- 《河图寻仙记》宁柒/猫又
- 《食物语》龙井虾仁
- 《龙族幻想》路明非
- 《新笑傲江湖》田伯光、刘正风、禅渊
- 《轩辕剑龙舞云山》崔乾佑
- 《少年西游记》炎帝神农
- 《三国志大战M》曹操
- 《山海镜花》九尾狐
- 《未定事件簿》莫弈
- 《时空中的绘旅人》叶瑄
- 《天谕》庚
- 《隐世录》清和
- 《黑猫奇闻社》风泽
- 《璀璨星途》秦亦然
- 《曙光英雄》陆逊
- 《花亦山心之月》玉泽
- 《绝对演绎》沐川
- 《王者荣耀》曜·李逍遥
- 《小浣熊百将传》公孙胜、武松
- 《忘川风华录》周瑜
- 《新仙剑奇侠传之挥剑问情》李逍遥
- 《武林闲侠》少林·清觉、华山派·宁不凡、天龙门·周文浩
- 《红玄传》徐映竹
- 《世界之外》顾时夜
- 《梦幻西游》引导语音

### 电视剧

#### 国产剧集
1995 　　
- 《咱爸咱妈》

1997 　　
- 《看守所的故事》

2000
- 《八岁龙爷闹东京》刘蒜（焦恩俊 饰）
- 《李卫当官》九爷（部分）（苗海忠 饰）、冉成杰（赵春洋 饰）、琦亮（洪宗义 饰）、陈班头等

2001
- 《武林外史》宋离（万弘杰 饰）
- 《皇朝太医》平常（孫耀威 饰）
- 《我这一辈子》顺子（张默 饰）

2002
- 《萧十一郎》萧十一郎（吴奇隆 饰）
- 《穿越时空的爱恋》燕王朱棣（万弘杰饰）、张大富（田重饰）、杨艮山
- 《女人汤》林菊生、官禄（于波、曹佩 饰）
- 《金蚕丝雨》云飞扬（吴京 饰）
- 《谎言》柯家沁（刘宏宇 饰）
- 《有情有义》何俊（李铭顺  饰）、李立（陈之财  饰）、周根明、Eric、老方
- 《五品郎中》张宝

2003 　　
- 《护国良相狄仁杰》马荣、南关月、李多祚（董洋、徐箭、赵毅 饰）
- 《聚宝盆》县官（朱泳腾 饰）
- 《隋唐英雄传》杨广（谢君豪 饰）、裴元庆（释小龙 饰）、李建成（张卫星 饰）
- 《少年天子》博果尔（李东翰 饰）

2004
- 《大清御史》刘昆亮、小多（卢海华、杜淳 饰）
- 《爱我你怕了吗》刘东子（乔振宇 饰）
- 《台湾首任巡抚刘铭传》刘朝带（李修蒙 饰）
- 《水月洞天》童博（于波 饰）
- 《灵镜传奇》童博（于波 饰）
- 《杨门虎将》六郎杨延昭（贾乃亮 饰）
- 《御前四宝》纳兰容若（王九胜 饰）、韩炎（赵冬柏 饰）
- 《京城四少》童玉官（李鑫 饰）
- 《平淡生活》凌信诚（奚辰华 饰）
- 《站在你背后》梅元修（刘锡明 饰）
- 《泪痕剑》高渐飞（汤钧禧 饰）
- 《新铡美案》陈世美（丁志诚 饰）
- 《少年康熙》曹寅、魏裔介、索额图（郝柏杰、阎沛、李东翰 饰）
- 《大马帮》少年董义和、罗得宝（转转）

2005
- 《茶马古道》木石罗（刘磊 饰）
- 《密电风云》秦汉杰（罗钢 饰）
- 《侠影仙踪》曹骏（谭俊彦 饰）
- 《中华小当家》刘昂星（萧正楠 饰）
- 《凤求凰》汉武帝（刘小锋 饰）
- 《小鱼儿与花无缺》花无缺（谢霆锋 饰）、慕容中（詹金泉 饰）
- 《烟花三月》顾贞观（马嘉宏 饰）、路公公（肖峄 饰）、殷将军
- 《天下第一》归海一刀（霍建华 饰）
- 《新九品芝麻官》方唐镜（钟亮 饰）
- 《冷雨》林子（许小行 饰）
- 《正德演义》钱宁、杨腾（袁世龙、艾东 饰）
- 《君子好逑》侯孝、小丹（赵鸿飞 、钟亮饰）
- 《非常24小时》带鱼（江超饰）
- 《傻小李元霸》李元霸（李解饰）
- 《雄关遗梦》徐明光（王茂蕾饰）
- 《亮剑》
- 《一生为奴》载淳（谷洋饰）
- 《阿有正传》葛威（李柯饰）、皮尔
- 《京华烟云》男招待

2006
- 《八大豪侠》谢家麒（陈冠希 饰）
- 《梦回青河》林国一（杨紫茳 饰）
- 《幻影神针》金城（于波 饰）
- 《月影风荷》夏亦寒（蒋毅 饰）
- 《新醉打金枝》秦风（乔振宇 饰）、郭旰（胡海若 饰）、小滑头（李想 饰）
- 《少年包青天Ⅲ之天芒传奇》皇上（贾一平 饰）、木兰（男声）（王泫尹 饰）
- 《篮球部落》高飞（邱泽 饰）
- 《赤松山魂》黄初平（刘冠翔 饰）、苟二
- 《传奇皇帝朱元璋》李醒芳（马跃饰）、朱标（潘粤明 饰）、郭天叙
- 《大清后宫》荣广海（陈浩民 饰）
- 《换子成龙》陈天雄（刘恺威 饰）
- 《县令黄马褂》唐敬之（李进荣  饰）
- 《浴火凤凰》随想（余文乐 饰）
- 《暴雨梨花》尔不凡（戚迹 饰）
- 《红幡》李汉昌、张子卿（聂远 饰）
- 《七剑下天山》冒辟疆（朱峰 饰）
- 《红墨坊》徐尔烈、秦宝、乌小山、嘉庆（王汉文、刘威、柳小海、侯祥玲 饰）
- 《逃亡香格里拉》胡钿（李大海 饰）
- 《醉侠张三》黎智星（叶勇 饰）、孔祥义（尚言生 饰）
- 《人小鬼大刘罗锅》和珅（姬晨牧 饰）、史鉴林

2007
- 《恰同学少年》萧子升（钱枫 饰）、易永畦（陈紫鹏 饰）、郭亮（刘洋 饰）
- 《碧血剑》袁承志（窦智孔 饰）
- 《浣花洗剑录》木郎神君（赵鸿飞 饰）
- 《苏东坡》苏辙、宋神宗（宋昊林、赵超 饰）
- 《苍天圣土》光绪（潘粤明 饰）
- 《贞观长歌》李恪（聂远 饰）、王将军下属、包子小二
- 《家》觉慧（陆毅 饰）
- 《大明天下》沐云州、武二进、许显纯（聂远、张晋、国永振 饰）
- 《明宫谜案》朱常洛（刘欢 饰）、书童、李进忠（部分）
- 《顺娘》陈乌秋（刘恺威 饰）
- 《新上海滩》陈翰林（沙溢 饰）
- 《大码头》李宝寅（是安 饰）
- 《逐日英雄》欧阳汉强（聂远 饰）
- 《鉴真东渡》祥彦（史林 饰）
- 《五号特工组》黄晟、马丁（汪奥坤、李阔 饰）

2008
- 《母仪天下》汉元帝刘奭（吴军忱 饰）
- 《少年讼师纪晓岚》十七（田重 饰）
- 《锁清秋》江少游（郑国霖 饰）
- 《凤穿牡丹》霍冬青（刘恺威 饰）
- 《大珍珠》夏沐霖（保剑锋 饰）
- 《大国医》郭济远（乐山 饰）
- 《走西口》鲍晋中（孙闻 饰）
- 《迷失洛杉矶》路远（楚奇 饰）
- 《你是我的梦》陶子亭、叶霆（吴奇隆 饰）
- 《最后的格格》周大宝（钟亮 饰）
- 《女人花》谢杨柳（黄明 饰）、仇乡董、麻虾、郭秘书、王宝华、墨宝堂伙计
- 《少林僧兵》月文（崔林 饰）
- 《周恩来在重庆》小刘、张文、闫宝航、王明、赵沨、范长江、刘斐、王炳南

2009 　　
- 《一起来看流星雨》慕容云海（张翰 饰）
- 《牛郎织女》牛郎（田亮 饰）
- 《封神榜之武王伐纣》杨戬（韩栋 饰）、周信（刘章玉 饰）、洪锦（方展发 饰）、龙安吉（李子轩 饰）、韦吉（祝东宁 饰）、于德（林佳乐 饰）、芮吉
- 《西游记》二郎神（印小天 饰）、金乌将军（陈司翰 饰）、纠察灵官
- 《难为女儿红》丁中信（张浩天 饰）
- 《大丫鬟》方少陵（吴卓羲 饰）
- 《谁知女人心》赵安华（刘恺威 饰）
- 《一代大商孟洛川》孟觐侯（刘栋 饰）
- 《无间有爱》刘一魁（靳东 饰）
- 《单亲妈妈》秦松平（刘恺威 饰）
- 《开创盛世》李世民（沈晓海 饰）
- 《大祠堂》顾公子（谭涛 饰）
- 《解放》毛岸英、耿飚、黄维、陈立夫、毕小四、熊向晖、陈明仁、王连长、小高、杜维屏、张副官、韩先楚、梁兴初、杨斯德（陈惠国）、警卫员等
- 《深宅》武昌（吕洋 饰）

2010 　　
- 《美人心计》汉景帝刘启（高昊 饰）
- 《杨贵妃秘史》高仙芝（李承炫 饰）
- 《佳期如梦》孟和平（冯绍峰 饰）
- 《三国》魏明帝曹叡（杨德民 饰）
- 《黛玉传》贾宝玉（马天宇 饰）
- 《新安家族》（少年）程天送（王子刚 饰）
- 《女娲传说之灵珠》卫辽（TAE 饰）
- 《春光灿烂猪九妹》李增（唐三藏）（徐震 饰）
- 《欢喜婆婆俏媳妇》铁长生（刘恺威 饰）
- 《春光灿烂猪九妹》李增、唐三藏（徐震 饰）
- 《国色天香》香浩宇（刘恺威 饰）
- 《大内低手》嘉庆（于波 饰）
- 《单身女王》周惠明（钱泳辰 饰）
- 《南北大状》大宝（孙权 饰）
- 《等到胜利那一天》沈子鹤、喜柱（王同辉 、李方圆饰）
- 《解放大西南》宋一痕、王近山、徐远举、赵力钧、罗开甲、陈德明、鲜公子、胡耀邦、罗宗贤
- 《谁知女人心》赵安华（刘恺威 饰）
- 《神枪手》宫十一（吕行 饰）、小陶

2011
- 《宫锁心玉》胤禩（八阿哥）（冯绍峰 饰）
- 《唐宫美人天下》李治（郑国霖 饰）
- 《新还珠格格》福尔泰（路宏 饰）
- 《雷锋》雷锋（田亮 饰）
- 《烽火儿女情》方俊杰（刘恺威 饰）
- 《水浒传》没羽箭张清（张晓晨 饰）、张文远（胡光子 饰）
- 《第五空间》汤名扬（贺刚 饰）
- 《千山暮雪》莫绍谦（刘恺威 饰）
- 《夏家三千金》小陈（李世鹏 饰）、小梁（部分）（张晓琦 饰）、中信、李大夫
- 《天地姻缘七仙女》东方吟（李晟毓 饰）、二郎神（卢杰君 饰）
- 《画皮》龙云（戚玉武 饰）
- 《碧波仙子》何顺儿（万昌皓 饰）、小李子
- 《圣堂风云》雷海成（张浩天 饰）
- 《刺青海娘》蔡知毅（黄明 饰）

2012
- 《宫锁珠帘》胤禩（八阿哥）、苏培盛（冯绍峰、包贝尔 饰）
- 《美人无泪》皇太极、福临（刘恺威、吴俊余 饰）
- 《王的女人》萧辉（田亮 饰）
- 《等到胜利那一天》沈子鹤（王同辉 饰）
- 《洪武大案》秦升（保剑锋 饰）
- 《赏金猎人》高桥（王程 饰）
- 《如意》谭铭凯（刘恺威 饰）
- 《乱世佳人》王恩、于子谦（李智楠、蔡珩 饰）
- 《童话二分之一》范均、苏总（张翰、何炅 饰）
- 《欢乐元帅》二郎神、南海龙太子（徐震、张致恒 饰）
- 《黄梅戏宗师传奇》王耀文（黄海 饰）
- 《温州一家人》麦狗的同学

2013
- 《盖世英雄曹操》少年曹操
- 《画皮之真爱无悔》王英（刘恺威 饰）
- 《追鱼传奇》张珍（关智斌 饰）
- 《陆贞传奇》高演（乔任梁 饰）
- 《新神探联盟》展超（胡宇威 饰）
- 《像火花像蝴蝶》余经理（包贝尔 饰）
- 《战国小兵》霍轲（雷牧 饰）、哲义（李泽晓 饰）
- 《烽火佳人》股票、彭教员（蔡珩、张明明 饰）
- 《笑傲江湖》秃笔翁、（少年）岳不群、王伯奋、孙剑通、上官云、贾人达（包贝尔、吴俊余、赵俊龙、魏千翔、魏子千、张天其 饰）
- 《紫钗奇缘》太子李适（雷牧 饰）

2014
- 《拐个皇帝回现代》三王爷、叶波（刘明瓒 饰）
- 《灵魂摆渡》旁白
- 《宫锁连城》新郎、良工、孙合礼（包贝尔、郑国霖、张哲瀚 饰）
- 《妻子的秘密》黎明朗（刘恺威 饰）
- 《火线英雄》侯建（李茂 饰）
- 《古剑奇谭》卓云飞（陆昱霖 饰）
- 《四十九日·祭》戴涛（胡歌 饰）
- 《神雕侠侣》忽必烈、杨康（朱梓骁、陈晓 饰）、鲁有脚
- 《武媚娘传奇》李治（李治廷 饰）
- 《父母爱情》广播
- 《美人制造》贺兰钧（金世佳 饰）
- 《大清盐商》旁白、和珅（胡明 饰）

2015
- 《活色生香》宁致远（李易峰 饰）
- 《转身说爱你》宋晨曦（崔始源 饰）
- 《极品新娘》沈柏祺（陆昱霖 饰）
- 《少年四大名捕》于春童、张生（王海祥、韩栋 饰）
- 《抓住彩虹的男人》江余（刘恺威 饰）
- 《你是我的姐妹》石天明（刘恺威 饰）
- 《班淑传奇》卫英（张哲瀚 饰）
- 《盗墓笔记》小七、铁面生（孙晓凡、刘灿 饰）
- 《琅琊榜》蔺晨（靳东饰）、（少年）林殊（张哲瀚 饰）、衡国公（廖崇瑞 饰）
- 《灵魂摆渡2》旁白、小青（柴浩伟 饰）
- 《秦时明月》旁白、荆天明（蒋劲夫 饰）
- 《大汉情缘之云中歌》刘弗陵、刘贺（陆毅、包贝尔 饰）
- 《少帅》周恩来（任帅 饰）、崔厅长（戴明 饰）、何应钦（张兴哲 饰）、杨永泰、韩师傅、广播
- 《逆光之恋》赵千秋（杨旭文 饰）
- 《蜂鸟》罗少卿（刘恺威 饰）
- 《灵魂摆渡2》姜益均（姜广涛 饰）

2016
- 《寂寞空庭春欲晚》康熙（刘恺威 饰）
- 《幻城》樱空释、罹天烬（马天宇 饰）
- 《苏染染追夫记》苏简（苏幻俊 饰）
- 《飞刀又见飞刀》李寻欢、李坏（严屹宽、刘恺威 饰）
- 《刘海戏金蟾》蒙正 （陆昱霖 饰）
- 《美人为馅》张哲瀚、朱教授（王茂蕾 饰）
- 《青云志》曾书书 （秦俊杰 饰）
- 《一念向北》陆向北 （刘恺威 饰）
- 《灵魂摆渡3》旁白
- 《半妖倾城》段绍谦（戴向宇 饰）、主任医生（白梓轩 饰）
- 《女医·明妃传》朱祁钰（黄轩 饰）
- 《西涯侠》张宝宝（岳俊琦 饰）
- 《陈二狗的妖孽人生》夏河（姜广涛 饰）

2017
- 《大唐荣耀》李係（朴铄 饰）
- 《龙珠传奇》永历帝（黄海冰 饰）、明珠
- 《幻城凡世》马天赐、樱空释（马天宇 饰）
- 《琅琊榜之风起长林》蔺九（张昊唯 饰）、惠王、魏大人
- 《择天记》计道人（曾志伟 饰）、周通（王茂蕾 饰）、陈留王 （祖怀 饰）
- 《云巅之上》米蒂（金世佳 饰）、浮生（初俊辰 饰）
- 《热血长安》李世民（郑国霖 饰）
- 《外科风云》薛峦（耿乐 饰）

2018
- 《凤求凰》天如镜、观沧海、鹤绝（刘泽群 、赵顺然、郎鹏饰）
- 《三國機密之潛龍在淵》劉協/劉平（马天宇 饰）
- 《人生若如初相见》高绍轩（孔垂楠 饰）
- 《天乩之白蛇传说》斩荒（妖帝）（刘学义 饰）
- 《武动乾坤》林琅天（吴尊 饰）
- 《回到明朝当王爷之杨凌传》杨凌（蒋劲夫 饰）
- 《那抹属于我的星光》申骏逸（徐海乔 饰）
- 《一路繁花相送》老胡（林鹏 饰）
- 《龙城1937》盗墓黑衣、账房、杂货铺老板、当铺老板、书摊老板

2019
- 《皓镧传》嬴異人（茅子俊 饰）
- 《听雪楼》萧忆情（秦俊杰 饰）
- 《九州缥缈录》百里宁卿（魏千翔 饰）
- 《天雷一部之春花秋月》萧白（吴俊余 饰）
- 《国宝奇旅》（青年）任颐和

2020
- 《两世欢》景辞（于朦胧 饰）
- 《秋蝉》林小庄、何刚（刘学义 、何中华饰）
- 《楼下女友请签收》墨遥
- 《琉璃》昊辰/柏麟帝君（刘学义 饰）
- 《长安诺》凌麒（赖艺 饰）
- 《黑色灯塔》常天贵（高晓攀 饰）
- 《最好的时代》谭靖洲（俞灏明 饰）

2021
- 《风起霓裳》李治（赵顺然 饰）
- 《双世宠妃3》旁白
- 《云顶天宫》张起灵（赵东泽 饰）
- 《与君歌》文宗（齐昂）（韩承羽 饰）
- 《皎若云间月》南凌睿（李岱昆 饰）
- 《香山叶正红》毛森、潘汉年、夏衍
- 《输赢》刘宇凡（刘洋珂 饰）

2022
- 《超越》赛事解说
- 《镜双城》苏摹/纯煌（李易峰 饰）

#### 译制剧集
- 《泰星来客》【加】大安（Da'an）（LENI PARKER 饰）
- 《真的爱你》【韩】
- 《阁楼男女》【韩】李庆民（金来沅 饰）
- 《突然有一天》【韩】姜申享
- 《搞笑一家人》（原名：《无法阻挡的HighKick》）【韩】李允浩（郑日宇 饰）、李警官、朴护士
- 《玻钻之争》（又名《新凤凰血》）【泰】Cheewint（琦文）（Son Songpaisarn 饰）、卡伦
- 《亡命天涯》【美】
- 《牛虻》【中/乌】街头卖艺者、蒂尼、奥地利士兵、塔尔、上尉、恩里科、杂志商、莱加、劳伦佐（年轻的蒙泰尼里）、酒鬼、耶稣会成员、狱卒

### 电影

#### 国产片
- 《白山黑水》
- 《枪王之王》
- 《辛亥革命》记者、翻译
- 《神话》古龙（卢惠光 饰）
- 《财神客栈》龚少爷（谢霆锋 饰）
- 《陆小凤传奇之银钩赌坊》店小二、贾乐山
- 《陆小凤传奇之幽灵山庄》游魂使者、顾云飞
- 《陆小凤传奇之剑神一笑》柳乘风
- 《爱情呼叫转移2》谭鑫（古巨基 饰）
- 《黄石的孩子》乔纳森·莱斯·梅耶斯（乔治·何克 饰）
- 《父子神探》陈天生（马跃 饰）
- 《母夜叉孙二娘》张青（莫少聪 饰）
- 《刀锋》方宵（聂远 饰）
- 《爱情左灯右行》谭鑫（古巨基 饰）
- 《大内密探灵灵狗》零零猪（林子聪 饰）
- 《窃听风云》马志华（王敏德 饰）
- 《机器侠》K1（方力申 饰）
- 《越光宝盒》关羽（方力申 饰）
- 《爱如果》霍炎（娄淇 饰）
- 《唐伯虎点秋香2》文徵明（周立波 饰）
- 《龙凤店》文徵明（周立波 饰）
- 《心心历险记》赵明（张翰 饰）
- 《巴黎宝贝》阿历克斯（让·巴蒂斯特·莫尼耶克莱曼斯 饰）
- 《第一大总统》宋教仁（田亮 饰）
- 《HOLD住爱》陶小磊（刘恺威 饰）
- 《人间小团圆》阿丹（余文乐 饰）
- 《智取威虎山3D》少剑波（林更新 饰）
- 《万万没想到》慕容白（马天宇 饰）
- 《灵魂摆渡之风华绝代》白牡丹
- 《灵魂摆渡·黄泉》旁白
- 《京城81号2》文物局官员
- 《极限挑战之皇家宝藏》金毛狮王（谢孟伟 饰）
- 《绝地逃亡》林明达（郭品超 饰）
- 《金大班》安乐
- 《紫棠》李瑄
- 《建国大业》记者
- 《青春的颤音》男同学、情侣男

#### 译制片
- 《云中漫步》【美/墨】保罗（基努·里维斯 饰）
- 《闪电奇迹》【美】温谢利（肖恩·派特里克·弗兰纳里 饰）
- 《泰坦尼克号》（中录德加DVD版）【美】杰克·道森（莱昂纳多·迪卡普里奥 饰）
- 《为你疯狂》【美】山姆
- 《西伯利亚的理发师》【俄/法/意/捷】安德列·托尔斯泰（欧列格·米契柯夫 饰）
- 《奥德利夫人的秘密》【英】罗伯特（斯蒂文·麦金托什 饰）、仆人
- 《展翅高飞》【法】
- 《天使爱美丽》【法】尼诺（马修·卡索维茨饰）、多米尼克、咖啡厅客人
- 《指环王1：护戒使者》【美/新/英】佛罗多（伊利亚·伍德 饰）
- 《指环王2：双塔奇兵》【美/新/英】佛罗多（伊利亚·伍德 饰）
- 《指环王3：国王归来》【美/新/英】佛罗多（伊利亚·伍德 饰）
- 《怒海争锋：极地远征》【美】贾兰米少尉（麦克斯·贝尼兹 饰）
- 《狗仔队》【美】
- 《外出》【韩】仁书（裴勇俊 饰）
- 《查理与巧克力工厂》【美/英】威利·旺卡（约翰尼·德普 饰）
- 《歌舞青春1》【美】特洛伊（扎克·埃夫隆 饰）
- 《歌舞青春2》【美】特洛伊（扎克·埃夫隆 饰）
- 《歌舞青春3：毕业季》【美】 特洛伊（扎克·埃夫隆 饰）
- 《板凳队员》【美】克拉克（乔恩·海德 饰）、对方队员、摊主、贝罗斯教练、斯蒂文、尿液分析仪
- 《超人归来》【美】吉米·奥尔森（萨姆·亨廷顿 饰）、飞行员、新闻主持人
- 《变形金刚1》【美】山姆（希安·拉博夫 饰）
- 《变形金刚2：卷土重来》【美】山姆（希安·拉博夫 饰）
- 《变形金刚3：月黑之时》【美】山姆 （希安·拉博夫 饰）
- 《变形金刚4：绝迹重生》【美】肖恩 （杰克·莱诺 饰）
- 《星尘》【美/英】崔斯坦（查理·考克斯 饰）
- 《零时刻》【法】纪约姆·奈维尔（梅尔维尔·珀波 饰）、警员
- 《黄石的孩子》【中/德/澳】乔治·何克（乔纳森·雷·麦耶斯 饰）
- 《绿巨人2：无敌浩克》【美】布鲁斯.班纳/绿巨人浩克（爱德华·诺顿 饰）
- 《纳尼亚传奇2：凯斯宾王子》【美/英】凯斯宾（本·巴恩斯 饰）
- 《纳尼亚传奇3：黎明踏浪号》【美/英】凯斯宾（本·巴恩斯 饰）
- 《烈焰奇侠：黄金军团》【美/德】亚伯（道格·琼斯 饰）
- 《睡前故事》【美】斯吉特·布鲁斯南（亚当·桑德勒 饰）
- 《七龙珠：全面进化》【美/港/墨】武昆（贾斯汀·查特文 饰）
- 《赛车风云》【美】
- 《2012》【美】杰克逊·克鲁斯特（约翰·库萨克饰）
- 《波西·杰克逊与神火之盗》【美/英/澳/加】波西（罗根·勒曼 饰）
- 《糊涂侦探》【美】86号特工麦克斯（史蒂夫·卡瑞尔 饰）
- 《环形使者》【美】塞思 （保罗·达诺 饰）
- 《斯大林格勒》【美】奇瓦诺夫 （德米特里·雷先科夫 饰）
- 《霍比特人：意外之旅》【新/美】佛罗多（伊利亚·伍德饰）
- 《霍比特人：史矛革之战》【新/美】莱戈拉斯（奥兰多·布鲁姆饰）
- 《霍比特人：五军之战》【新/美】莱戈拉斯（奥兰多·布鲁姆 饰）
- 《美丽心灵的永恒阳光》【美】帕特里克（伊利亚·伍德 饰）
- 《死亡诗社》【美】尼尔（罗伯特·肖恩·莱纳德 饰）
- 《闻香识女人》【美】查理（克里斯·奥唐纳 饰）
- 《结婚证书》【美】本·墨菲（约翰·卡拉辛斯基 饰）
- 《人鬼情未了》【美】卡尔（托尼·戈德温 饰）
- 《50英尺高的女人》【美】托尼
- 《与狼共舞》【美】笑口常开、风满发
- 《日本沉没》【日】结城慎思（及川光博 饰）、新闻主持人
- 《致命魔术》【美】阿尔弗雷德·波登（克里斯蒂安·贝尔 饰）、狱卒、马车夫
- 《萨尔沃·达奎斯托》【意】萨尔沃·达奎斯托（Massimo Ranieri 饰）
- 《黑客帝国2：重装上阵》【美】志愿兵、特工、孪生兄弟之一
- 《黑客帝国3：矩阵革命》【美】鬼魂、志愿兵、科特、马蒂斯
- 《最后的巫师猎人》【美】多兰 （伊利亚·伍德 饰）
- 《少数派报告》【美】丹尼·维特沃（科林·法瑞尔 饰）、瞎子莱克、双胞胎、前台
- 《超级鼻子历险记》【德】指路人、DJ、警察、病人、医生、小丑
- 《两个幽灵》【法】塞巴斯蒂安
- 《颤音/生命因你重燃》【美】蒂基好友、基克、鲍比
- 《未来水世界》【美】海盗、村民
- 《怪医杜立德1》【美】天竺鼠洛尼、狗、企鹅、精神科医生布朗
- 《少年擒寇记》【澳】P.J（Angelo D'Angelo 饰）
- 《罗密欧与朱丽叶》【美/澳】光头大帅哥、戴夫·帕里斯、巴尔萨泽、药剂师
- 《空战英豪》【美】威廉姆·杰森（菲利普·温彻斯特 饰）、招兵旁白
- 《那波利情缘》【意】
- 《人人爱上我老婆》【法】
- 《都是因为她》【法】
- 《细雪》【日】奥畑启三、野村（小坂一也 饰）、音吉（浜村纯 饰）、火车站广播
- 《星星敢死队》【俄】沃罗别夫（阿尔焦姆·谢马金 饰）、断腿士兵
- 《西部世界》【美】游客、旅店老板、银行家、控制员、科学家、维修员
- 《红花侠》【美】肖布朗、被处死的贵族、前波利奥伯爵、德圣西尔侯爵、守城士兵
- 《冷面赤心》【比】探员
- 《卡桑德拉大桥》【英】鲁比·纳瓦洛、车站广播、其他乘客、火车工作人员
- 《无敌浩克》【美】布鲁斯·班纳
- 《暗度陈仓》【法/意】理发店老板里诺、酒店领班马里奥、警察、酒店门童
- 《退休警察/警察巡逻记》【法】克莱德·富加斯、让利克、小孩
- 《香草天空》【美】布莱恩（杰森·李 饰）、狱警、医生
- 《雨人》【美】莱尼（拉尔夫·塞莫 饰）、电视/广播主持人、交警、赌场保安主任
- 《X战警2》【美/加】斯科特·萨默斯（詹姆斯·麦斯登 饰）、科特·瓦格纳（艾伦·卡明 饰）、波士顿警察、直播工作人员
- 《人鸭历险记》【美】小丑
- 《勇敢的心》【美】罗伯特·布鲁斯（安古斯·麦克菲登 饰）、逃跑军官、报信士兵
- 《全民公敌》【美】席克斯（Loren Dean 饰）、希尔比
- 《奔腾年代》【美】瑞德·波拉（托比·马奎尔 饰）
- 《谎言之躯》【美】罗杰·费瑞思（莱昂纳多·迪卡普里奥 饰）
- 《夺宝奇兵4：水晶骷髅国》【美】马特·威廉姆斯（希亚·拉博夫 饰）
- 《关键第四号》【美】约翰·史密斯（亚历克斯·帕蒂弗 饰）
- 《异形帝国2：浴火重生》【美】旁白、汤姆、巴克、弗莱泽、警察
- 《大卫·科波菲尔》【英】大卫·科波菲尔、赛白粉马铃薯、乔治
- 《变相怪杰》【美】混混、门童、警察
- 《早安，越南》【美】爱德华·蒙特秋·加利
- 《心理游戏》【美】康拉德、泰德、过路人、服务员、探员、饭店经理、保安
- 《特务风云》【美】爱德华·威尔逊、小爱德华
- 《巫山历险记》【美】波普、赛斯、邻居、提问者、助手
- 《一线声机》【美】查理、店员、迪米特里
- 《野蛮师姐》【韩】英伟
- 《华纳巨星总动员》【美】德雷克（布兰登·费舍 饰）
- 《星尘》【美】崔斯坦、年轻崔斯坦、赛克斯
- 《音乐之声》【美】劳夫（丹尼尔·特鲁希特 饰）
- 《阿甘正传》【美】学生、主持人、士兵、酒鬼、便车司机、约翰·列侬、保安、追随者
- 《爱国者游戏》【美】服务员、帕迪·瑞克、士兵、罗伯特·海兰、查理、马蒂·坎特、海军、魏德曼、医生、修理工
- 《隐形人》【美/加】尼克·鲍威尔（贾斯汀·查特文 饰）
- 《法国间谍》【法/英】本（埃里克·朱多尔 饰）、男间谍
- 《误入歧途》【美/德】戴维（德鲁·弗勒 饰）
- 《安娜·卡列尼娜》【美/俄】高个舞伴、谢尔普霍夫斯科伊
- 《金钱本色》【美】杰尼、兰德尔、路人、厄尔、广告旁白、广播片段
- 《巨猩乔扬》【美】葛瑞格（比尔·帕克斯顿 饰）
- 《金刚》【新/美/德】吉米（杰米·贝尔 饰）、麦克（克里格·霍尔 饰） 、马戏团演员
- 《速度与激情4》【美】德怀特、天使五号、帽子男
- 《最后的风之子》【美】索卡（杰克逊·拉斯波恩 饰）
- 《第一公子》【美】达什、沃尔特
- 《斯巴达300勇士》【美】达索斯、艾菲亚提
- 《光荣岁月》【法/阿/比/摩】拉比、拍照士兵、送信士兵
- 《尼斯湖怪：深水传说》【新/英/澳】蓝衣男、哈普、其他士兵
- 《最后的巫师猎人》【美/中/加】第37代多兰（伊利亚·伍德 饰）

#### 动画片
- 《美女与野兽：贝儿的心愿》【美】歪歪
- 《亚特兰蒂斯：失落的帝国》【美】米罗·萨奇
- 《快乐的大脚》【美】曼波
- 《奇妙仙子》【美】泰伦斯、秋天主管
- 《小美人鱼：回到当初》【美】本杰明
- 《奇妙仙子与失落的宝藏》【美】泰伦斯
- 《白雪公主和七个小矮人》【美】白马王子
- 《太空堡垒：暗影编年》【美/韩】斯科特·伯纳德、路易斯·尼可斯
- 《真功夫之奥运在我家》小东
- 《快乐奔跑》小普
- 《魁拔之十万火急》旅店老板、窝窝乡老太太
- 《魁拔之战神崛起》旁白
- 《小熊维尼·长鼻怪大冒险》【美】（小猪）皮杰
- 《巴特拉尔传说》李建志
- 《神秘世界历险记》狐术士、小熊
- 《马小乐之玩具也疯狂》马尼乐
- 《大鱼海棠》鹿神
- 《星游记之风暴法米拉》克拉
- 《朝花夕誓》【日】克里姆
- 《黑子的篮球·终极一战》【日】木吉铁平
- 《动物特工局》张大威
- 《剧场版 假面骑士时王 超越时间》【日】常磐庄悟/假面骑士巴尔克斯
- 《妙先生》虞候
- 《哪吒之魔童降世》
- 《姜子牙》天尊
- 《拯救甜甜圈：时空大营救》查尔斯·达尔文
- 《我们的冬奥》大士

### 动画
- 《矮仙传奇》米奇
- 《小黑卡利麦罗》【日】卡利麦罗
- 《三个火枪手》【日】阿索斯
- 《丑小鸭》灰鸭子
- 《丁丁历险记之丁丁在鲨鱼湖》丁丁
- 《托马斯和他的朋友们》
- 《快乐东西1-4》甄东（小东）
- 《飞天小女警》【美】尤教授
- 《七武士》【日】冈本胜四郎
- 《小熊维尼与跳跳虎》【美】（小猪）皮杰
- 《少年莫扎特》【德】莫扎特（阿玛迪乌斯）
- 《翼·年代记》【日】小狼
- 《虚幻勇士》【法】任杰
- 《开心球》【俄】猬小弟
- 《变形金刚：微型传说（雷霆舰队）》【日】雷德
- 《沃土》【法】诺克希
- 《猫和老鼠传奇·第一季》【美】旁白
- 《开心果》黄一开
- 《福娃》阿瑞斯、时空妖魔、章鱼
- 《淘气包马小跳》马天笑
- 《爱探险的朵拉·第三、四、五季》地图、机器人、恐龙等
- 《魔角侦探》眼大人、Mr.k
- 《魔角侦探之大三角计划》眼大人、Mr.k
- 《百变小樱魔术卡》【日】木之本桃矢
- 《孔子》颜路、孟皮、阳虎、守庙者、郈昭伯
- 《加菲猫的幸福生活》【法】乔恩、黑毛
- 《风花仙子外传》太白金星
- 《饼干警长1、2》绿色饼干
- 《龙斗台球》孙博
- 《星游记》克拉、唐·伍德
- 《刷兵男的搞笑剧场》网吧老板
- 《熊猫手札》绅士大盗、猴子、路人鸟
- 《西游记的故事》旁白
- 《变形警车珀利》【韩】珀利、特里
- 《黑白无双》魍衡（小黑）
- 《拖拉机司机》唐山藏
- 《图腾领域》别刹罗
- 《侍灵演武》马良
- 《黑白无双2》魍衡（小黑）
- 《少年锦衣卫》段云
- 《阿拉德：宿命之门》【日】卢卡斯·羿
- 《雄兵连》盘缠
- 《KisKis！我的男友是薄荷糖》席勒
- 《迷域行者》阿健
- 《非人哉》观音（大士）
- 《0号宿舍》常胜、艾迪森、宿管大爷、鱼成庆、卡秋鲨
- 《刺客伍六七》鸡大保
- 《巨兵长城传》兔爷爷
- 《雄兵连之诸天降临》盘缠
- 《伍六七之最强发型师》鸡大保、青凤
- 《没出息的阴阳师一家2》弈
- 《鬼灭之刃》【日】产屋敷耀哉、魇梦
- 《天官赐福1》谢怜
- 《伍六七之玄武国篇》鸡大保、青凤
- 《眷思量》萧霁
- 《时空之隙》龙太子陆航
- 《一拳超人》【日】帅哥假面
- 《六爻》严争鸣
- 《烈火浇愁》盛灵渊
- 《黑白无双3》魍衡（小黑）
- 《阿七遨游记》鸡大保、鸡大肯
- 《紫川》紫川秀
- 《风起洛阳之神机少年》白鹤
- 《山神与小枣》猷离
- 《pop子和pipi美的日常·第1话 跟棚》【日】pipi美
- 《鬼灭之刃 无限列车篇》【日】魇梦

### 纪录片
- 《侣行》
- 《我们的侣行》
- 《甲午》
- 《梁思成和林徽因》梁思成
- 《餐桌上的节日》
- 《手术两百年》（《无影灯下》）
- 《黄河大合唱80年》
- 《沸腾吧火锅·第一季》
- 《嗨，大学！》
- 《沸腾吧火锅·第二季》
- 《哔哩哔哩幻星集特别版手办创作过程大揭秘》
- 《但是还有书籍·第二季·成为漫画家番外》
- 《尊科学济人道》(北京协和医学院落成100周年暨中国医学科学院建院65周年纪念)

### 广播剧
2011
- 《魂》云岩

2015
- 《芈月传》黄歇

2016
- 《御华万里》曹植、孙子
- 《魏岁纪年录》曹丕
- 《太平洋大逃杀》崔勇

2018
- 《很想很想你》莫青成（锖青磁）
- 《四时景》孙绰、季知毓、姜掌门、祭文男声
- 《乘鹤问道》（楚留香手游武当门派广播剧）  萧疏寒
- 《死亡通知单》旁白
- 《魔道祖师》金光瑶
- 《蝉女·第一季》阿修
- 《夺梦·第一季》余皓
- 《敦煌人物志》玄奘

2019
- 《AWM》祁醉
- 《犯罪心理·第一季》林辰
- 《我开动物园那些年》报幕、陵光神君
- 《梦塔·无梦书》左刃
- 《心毒》花崇
- 《铜钱龛世》江世宁
- 《面具之下》报幕

2020
- 《犯罪心理·第二季》林辰
- 《将进酒·第一季》沈泽川
- 《将进酒·第二季》沈泽川
- 《过门·第一季》郑硕
- 《山海镜花》涂山黎信
- 《诡秘之主》伦纳德·米切尔
- 《成也萧河》萧河
- 《陆小凤传奇》花满楼
- 《欢迎来到噩梦游戏》苏和
- 《化龙记》报幕、西王母
- 《一代灵后》冰见
- 《风雪追击》中条警官
- 《漂亮朋友》沈宜游
- 《想见你》王诠胜/李子维
- 《夫人你马甲又掉了·第一季》程隽
- 《江东双璧》曹丕
- 《跨物种相亲·第一季》白玉狸
- 《督主有病·第一季》书情

2021
- 《暗界神使·第二季》三足乌
- 《追尾》江朗
- 《逐王·第一季》沈鹤轩
- 《普通市民历险记·第二季》霍恩
- 《蝉女·第二季》阿修
- 《问鹿三千》鹿神
- 《绣花大盗》花满楼
- 《决战前后》花满楼
- 《亡命之徒的退休生涯》黑爪怪（青年状态）
- 《龙血》唐汀之
- 《武林也要与时俱进》华星辰
- 《将进酒·第三季》沈泽川
- 《督主有病·完结季（上）》书情
- 《诗云》伊依
- 《提灯映桃花》摩诃
- 《一级律师》燕绥之
- 《督主有病·完结季（下）》书情
- 《弈动长安》弈星
- 《犯罪心理·第三季》林辰

2022
- 《过门·第二季》郑硕
- 《跨物种相亲·第二季》白玉狸
- 《逐王·第二季》沈鹤轩
- 《浩然剑》谢朗/月天子
- 《夫人你马甲又掉了·第二季》程隽
- 《到了30岁还是童贞的话，好像就会变成魔法使》报幕
- 《将进酒·第四季》沈泽川

### 有声书/有声剧
- 《十二个明天·晚祷》
- 《小飞侠彼得·潘》
- 《追风筝的人》
- 《倾城之恋》
- 《了不起的盖茨比》
- 《六爻》 严争鸣
- 《武汉抗疫日记》袁立志
- 《魔戒》
- 《三体》罗辑
- 《密室困游鱼》吴白
- 《追寻·红色家书背后的故事》（《我愿发出更多的热和光》）
- 《白夜行》高宫诚
- 《一生一世美人骨》周生辰
- 《红色文物100·朱德的党证》
- 《我们当时相爱而实在无知：英国诗选》（《小说家》、《别离辞：节哀》、《如果我活过了心满意足的一生》）
- 《明朝那些事儿》朱允炆
- 《一念永恒》李青候
- 《仙剑奇侠传4》云天青
- 《凡人修仙传》厉飞雨
- 《水浒传》燕青

### 综艺
- 《未来超模》【美】
- 《初入职场的我们》旁白
- 《屋檐之夏》旁白

### 动态漫画
- 《阴阳师之阴阳寮的二三事》晴明、黑晴明、鬼使白
- 《棠棣血》龙琰
- 《选择》父亲/年轻的父亲
- 《天之下》谢孤白
- 《不小心救了江湖公敌》陆青云
- 《二哈和他的白猫师尊》楚晚宁
- 《蝉女》阿修
- 《成也萧河》萧河
- 《退退退退下！》沈玹

### 声优剧
- 《仙剑奇侠传声优剧之前尘一梦》云天青、姜云凡、夏侯瑾轩、扁络桓
- 《问鹿三千声优剧》鹿神

### 剧情歌/角色歌/cos剧/视频剧
- 《风华录》张昌宗
- 《梦回兰若》（《倩女幽魂》）宁采臣
- 《剑指风流》（《七侠五义》COS同人本主题曲）白玉堂
- 《破军·苍然》（霹雳同人）谈无欲
- 《烈火》（《盗墓笔记》原创群像同人剧情歌）吴邪
- 《魑魅魍魉》（《阴阳师》手游原创同人曲） 鬼使黑
- 《飞雪折梦》（《剑网3》剧情MV）祁进
- 《应思量》（《剑网3》同人曲）祁进
- 《云抚心》（《魔道祖师》魏无羡原创曲） 蓝忘机
- 《何以心芳》（《天官赐福》同人曲） 谢怜
- 《心之月》（《花亦山心之月》手遊原創推廣曲）玉澤
- 《烟火绕汴州》（《东京梦华录》）
- 《千年营造》（《敦煌定若远》）
- 《千载不羁》（《御华万里·风雅魏晋篇》）曹植
- 《剑胆琴心》（《剑网3》长歌门门派歌音乐剧）杨逸飞
- 《三国·天命纪元》 诸葛亮
- 《东璧志异》贡菊
- 《光明之子》（剑三微电影）假陆危楼
- 《淮秀帮》爆笑课堂之《赠汪伦》杜甫
- 《大梦一生》（《烈火浇愁》同人曲） 盛灵渊

## 配音导演作品

### 电影
2009
- 《风声》
- 《奥戈》

2010
- 《决战刹马镇》
- 《摇摆de婚约》
- 《堂吉诃德》

2011
- 《魁拔之十万火急》
- 《巴黎宝贝》
- 《第一大总统》
- 《巨额交易》
- 《亲密敌人》
- 《老夫子之小水虎传奇》
- 《美女与野兽：贝儿的心愿》

2012
- 《画皮II》
- 《神秘世界历险记》
- 《大兵金宝历险记》

2013
- 《魁拔之大战元泱界》

2014
- 《魁拔之战神崛起》
- 《匆匆那年》
- 《对不起，我爱你》
- 《神秘世界历险记2》

2015
- 《第三种爱情》
- 《港囧》

2016
- 《大鱼海棠》
- 《微微一笑很倾城》
- 《从你的全世界路过》
- 《神秘世界历险记3》

2017
- 《京城81号II》

2018
- 《昨日青空》

2019
- 《紫棠》
- 《朝花夕誓》
- 《大侦探皮卡丘》

2020
- 《动物特工局》
- 《妙先生》
- 《我在时间尽头等你》

2021
- 《岁月忽已暮》
- 《拯救甜甜圈：时空大营救》
- 《扬名立万》（配音支持）

### 电视剧
2007
- 《明宫谜案》

2009
- 《金大班》

2010
- 《大丫鬟》
- 《美人心计》
- 《国色天香》
- 《欢喜婆婆俏媳妇》
- 《大管家》

2011
- 《新还珠格格》
- 《春光灿烂猪九妹》
- 《宫锁心玉》
- 《唐宫美人天下》
- 《被遗弃的秘密》

2012
- 《宫锁珠帘》
- 《美人无泪》
- 《如意》
- 《马永贞》
- 《摩登女婿》
- 《倾城雪》
- 《刺青海娘》
- 《欢乐元帅》
- 《赏金猎人》
- 《童话二分之一》
- 《乱世佳人》
- 《王的女人》
- 《楚汉争雄》
- 《第九个寡妇》
- 《箭在弦上》

2013
- 《笑傲江湖》
- 《建元风云》
- 《烽火佳人》
- 《陆贞传奇》
- 《画皮之真爱无悔》
- 《像火花像蝴蝶》
- 《雅典娜女神》
- 《追鱼传奇》
- 《新神探联盟》
- 《紫钗奇缘》
- 《如锦》
- 《咱们结婚吧》
- 《花非花雾非雾》
- 《战国小兵》

2014
- 《古剑奇谭》
- 《美人制造》
- 《灵魂摆渡》
- 《武媚娘传奇》
- 《大清盐商》
- 《宫锁连城》
- 《父母爱情》
- 《妻子的秘密》
- 《火线英雄》
- 《战长沙》
- 《神雕侠侣》
- 《北平无战事》
- 《拐个皇帝回现代》
- 《镖门》
- 《四十九日·祭》

2015
- 《琅琊榜》
- 《伪装者》
- 《活色生香》
- 《盗墓笔记》
- 《灵魂摆渡2》
- 《转身说爱你》
- 《极品新娘》
- 《少年四大名捕》
- 《大汉情缘之云中歌》
- 《秦时明月》
- 《花火》
- 《少帅》
- 《班淑传奇》
- 《逆光之恋》

2016
- 《幻城》
- 《青云志》
- 《美人为馅》
- 《飞刀又见飞刀》
- 《灵魂摆渡3》
- 《苏染染追夫记》
- 《女医·明妃传》
- 《柠檬初上》
- 《结婚为什么》
- 《陈二狗的妖孽人生第二季》
- 《半妖倾城》
- 《同谋者》
- 《又拐个皇帝回现代》
- 《校花的贴身高手Ⅱ》

2017
- 《琅琊榜之风起长林》
- 《择天记》
- 《校花前传之很纯很暧昧》
- 《大唐荣耀》
- 《幻城凡世》
- 《龙珠传奇之无间道》
- 《剃刀边缘》
- 《深夜食堂》
- 《热血长安》
- 《云巅之上》
- 《大王不容易》

2018
- 《扶摇》
- 《天乩之白蛇传说》
- 《双世宠妃2》
- 《武动乾坤》
- 《凤求凰》
- 《一路繁花相送》
- 《那抹属于我的星光》
- 《龙城1937》
- 《人生若如初相见》

2019
- 《皓镧传》
- 《九州缥缈录》
- 《听雪楼》
- 《天雷一部之春花秋月》
- 《无主之城》
- 《海棠经雨胭脂透》
- 《明月照我心》

2020
- 《两世欢》
- 《手可摘星辰》
- 《楼下女友请签收》
- 《天醒之路》
- 《秋蝉》
- 《不说谎恋人》
- 《三十而已》
- 《琉璃》
- 《长安诺》
- 《黑色灯塔》
- 《最好的时代》

2021
- 《风起霓裳》
- 《你是我的城池营垒》
- 《小舍得》
- 《月光变奏曲》
- 《与君歌》
- 《输赢》

2022
- 《超越》
- 《山河月明》

### 动画
1998
- 《比克曼的科学世界》

2008
- 《沃土》

2009
- 《魔角侦探》
- 《淘气包马小跳》

2010
- 《风花仙子外传》

2012
- 《魔角侦探之大三角计划》

2014
- 《西游记的故事》
- 《熊猫手札》
- 《刷兵男的搞笑剧场》

2015
- 《黑白无双》
- 《拖拉机司机》

2016
- 《困病之笼》
- 《图腾领域》
- 《侍灵演武：将星乱》

2017
- 《黑白无双2》
- 《少年锦衣卫》

2018
- 《迷域行者》
- 《刺客伍六七》
- 《0号宿舍》

2019
- 《伍六七之最强发型师》
- 《舒克贝塔》

2020
- 《舒克贝塔2》
- 《天官赐福》

2021
- 《眷思量》
- 《伍六七之玄武国篇》
- 《风起洛阳之神机少年》

### 动态漫画
- 《寻找克洛托》
- 《棠棣血》

### 广播剧
- 《很想很想你》
- 《犯罪心理》
- 《将进酒》
- 《欢迎来到噩梦游戏》

### 有声剧
- 《白夜行》

### 纪录片
- 《但是还有书籍》

### 游戏
- 《神话》
- 《倩女幽魂2》
- 《笑傲江湖online》

## 参演网络剧
- 《灵魂摆渡2》姜益均
- 《陈二狗的妖孽人生》夏河

## 纪录片
《加油！赶路人·第二季》

## 歌曲
《问鹿》（广播剧《问鹿三千》鹿神角色曲）
《云间鹤》（有声漫《不小心救了江湖公敌》主题曲）

## 综艺
| 播出时间           | 节目名称              | 播出平台           | 简介             |
| ------------------ | --------------------- | ------------------ | ---------------- |
| 2008年             | 《第八区》            | 北京电视台青少频道 |                  |
| 2009年6月29日      | 《娱乐72变》          | 北京文艺广播       |                  |
| 2009年9月5日       | 《快乐大本营》        | 湖南卫视           |                  |
| 2009年10月30日     | 《非常不一班》        | 江苏电视台综艺频道 |                  |
| 2011年7月30日      | 《越策越开心》        | 湖南经济电视台     |                  |
| 2011年8月13日      | 《快乐大本营》        | 湖南卫视           |                  |
| 2011年8月28日      | 《首席夜话》          | 中央电视台综合频道 |                  |
| 2011年9月29日      | 《奇妙见面会》        | 浙江卫视           |                  |
| 2011年11月13日     | 《有话好好说》        | 辽宁卫视           |                  |
| 2011年11月23日     | 《美人天下首映大典》  | 安徽卫视           |                  |
| 2012年5月29日      | 《东方直播室》        | 东方卫视           |                  |
| 2013年3月18日      | 《与梦想同行》        | 凤凰卫视           |                  |
| 2013年4月14日      | 《养生堂》            | 北京卫视           |                  |
| 2013年5月21日      | 《看今天》            | 旅游卫视           |                  |
| 2013年11月17日     | 《一席》              | 一席讲坛           |                  |
| 2013年12月14日     | 《心动女人帮》        | 四川卫视           |                  |
| 2014年1月27日      | 《东方直播室》        | 东方卫视           |                  |
| 2014年6月20日      | 《爱说电影》          | 中央电视台电影频道 |                  |
| 2016年2月18日      | 《鲁豫有约》          | 凤凰卫视           |                  |
| 2017年6月26日      | 《开门大吉》          | 中央电视台综艺频道 |                  |
| 2018年1月21日      | 《中国情书》          | 东南卫视           |                  |
| 2018年3月6日       | 《今日影评》          | 中央电视台电影频道 |                  |
| 2018年11月3日      | 《机智过人》          | 中央电视台综合频道 |                  |
| 2019年7月8日       | 《今日影评》          | 中央电视台电影频道 |                  |
| 2020年10月9日&15日 | 《中国电影报道·幕后》 | 中央电视台电影频道 |                  |
| 2021年1月          | 《我是特优声》        | bilibili弹幕网     | 飞行鉴声员       |
| 2021年4月          | 《初入职场的我们》    | 芒果TV             | 声音陪伴员、旁白 |
| 2021年9月          | 《屋檐之夏》          | bilibili弹幕网     | 观察嘉宾、旁白   |
| 2022年1月1日       | 《你好星期六》        | 湖南卫视           |                  |
| 2022年4月8日       | 《王牌对王牌》        | 浙江卫视           |                  |

## 相关事件
2022年7月，配音演员姜广涛因商业经济纠纷正在配合有关部门调查。2023年1月，北京人民检察院证实，姜广涛已于2022年8月批准逮捕。2023年3月17日，吼浪工作室针对配音演员姜广涛涉嫌刑事犯罪案件发表了声明，并表示永远终止与姜广涛的合作关系6月9日，参与的《天官赐福》配音角色“谢怜”改由其他配音演员（邓宥希）录制。6月29日，姜广涛突然在微博发布一张工作照，并配文：“开工”，引发媒体热议。10月17日，北京市第三中级人民法院开庭受理姜广涛与张凯损害公司利益责任纠纷一案，上诉人为姜广涛，被上诉人为张凯，原审当事人为北京光合积木文化传播有限责任公司。
2025年，律師團隊調閱合同文書、資金流水等關鍵證據，證實姜廣濤在商業合作中不構成詐騙、職務侵占等罪嫌。檢察機關經審查採納辯方意見，作出不起訴決定。 同年5月15日，北京世航律師事務所發聲明，指姜廣濤已獲國家賠償。 依據《國家賠償法》，朝陽檢察院公布的賠償明細顯示，姜廣濤因548天非法羈押，獲得人身自由賠償金及精神撫慰金共計37.6萬元。